# Berjosowski (Swerdlowsk)
Berjosowski (russisch Берёзовский) ist eine Stadt in der Oblast Swerdlowsk (Russland) mit 51.651 Einwohnern (Stand 14. Oktober 2010).

## Geografie
Die Stadt liegt am Ostrand des Mittleren Urals, etwa 15 km nordöstlich der Oblasthauptstadt Jekaterinburg unweit der Mündung des namensgebenden Flüsschens Berjosowka in den Oberlauf der Pyschma, einen rechten Nebenfluss der Tura im Flusssystem des Ob.
Berjosowski ist der Oblast administrativ direkt unterstellt.
Berjosowski liegt an einer in Güter- und Vorortverkehr befahrenen Zweigstrecke der auf diesem Abschnitt 1916 eröffneten Eisenbahnstrecke Jekaterinburg – Artjomowski (Station Jegorschino) – Tawda – Meschduretschenski (Station Ustje-Acha). Die Station der Stadt heißt Beresit (nach dem örtlichen goldführenden Gestein).

## Geschichte
Nachdem Jerofei Markow 1745 eine Goldlagerstätte entdeckt hatte, entstand 1752 eine Bergarbeitersiedlung beim hier errichteten Berjosowski-Goldbergwerk. 1938 erhielt der Ort Stadtrecht.

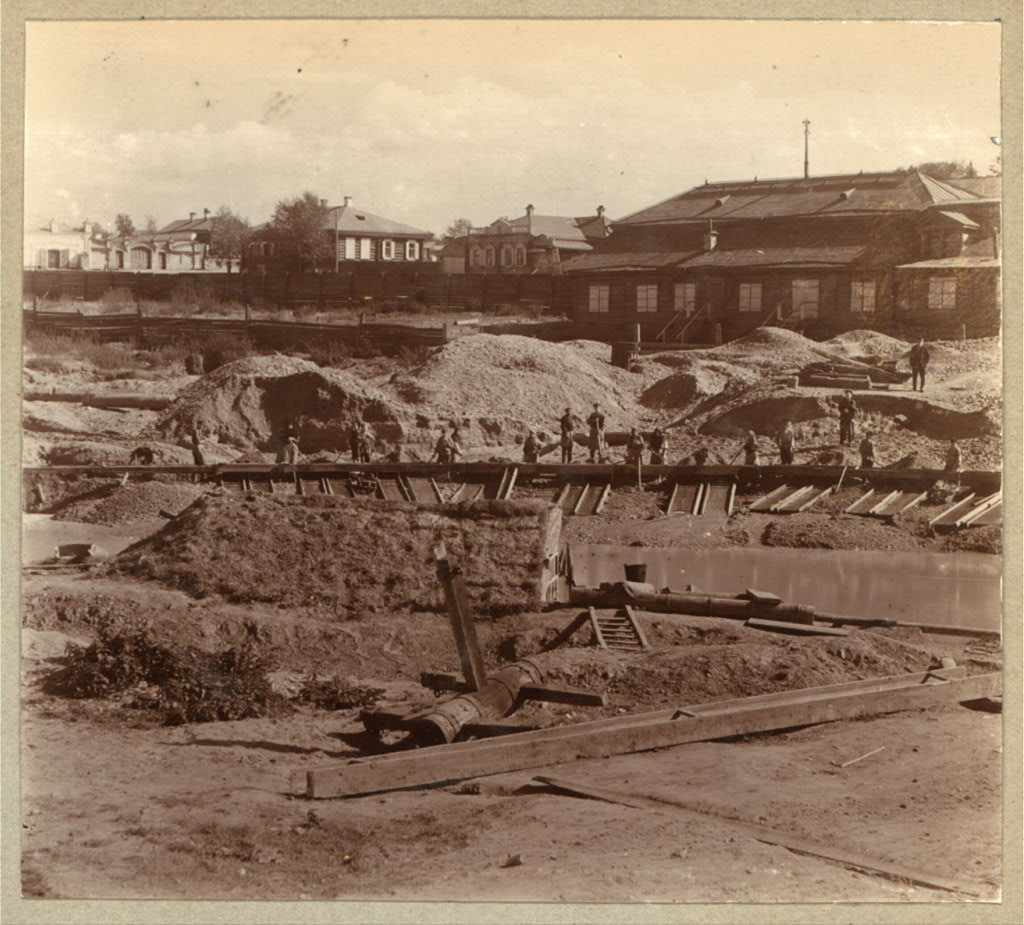
Goldsuche in der Berjosowski-Mine (1910)
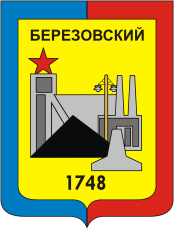
Sowjetisches Stadtwappen (1972)

### Bevölkerungsentwicklung
| Jahr | Einwohner |
| ---- | --------- |
| 1939 | 25.617    |
| 1959 | 30.631    |
| 1970 | 38.428    |
| 1979 | 42.212    |
| 1989 | 47.944    |
| 2002 | 46.744    |
| 2010 | 51.651    |

Anmerkung: Volkszählungsdaten

## Kultur und Sehenswürdigkeiten
In Berjowowski gibt es ein Museum der Geschichte der Gold- und Platinförderung im Ural.

## Wirtschaft
Berjosowski ist Zentrum der Goldförderung im Mittleren Ural. Daneben gibt es ein Walzwerk für Spezialstahllegierungen, Bauwirtschaft und ein Möbelwerk.

## Persönlichkeiten
- Jekaterina Noskowa (* 1996), Biathletin